# Лукинский (Архангельский район)
Лукинский (баш. Лукинский) — деревня в Краснозилимском сельсовете Архангельского района Республики Башкортостан России.
Находится на правом берегу реки Зилим.
С 2005 современный статус.

## История
Название происходит от фамилии Лукин
Статус деревня, сельского населённого пункта, посёлок получил согласно Закону Республики Башкортостан от 20 июля 2005 года N 211-з «О внесении изменений в административно-территориальное устройство Республики Башкортостан в связи с образованием, объединением, упразднением и изменением статуса населенных пунктов, переносом административных центров», ст.1:

6. Изменить статус следующих населенных пунктов, установив тип поселения — деревня:

3) в Архангельском районе:…

е) поселка Лукинский Краснозилимского сельсовета

## Население
| 2002 | 2009 | 2010 |
| ---- | ---- | ---- |
| 24   | ↘17  | ↘14  |

Национальный состав
Согласно переписи 2002 года, преобладающая национальность — русские (100 %).

## Географическое положение
Расстояние до:
- районного центра (Архангельское): 17 км,
- центра сельсовета (Красный Зилим): 1 км,
- ближайшей железнодорожной станции (Приуралье): 23 км.